# Warszawski Tramwaj Wodny

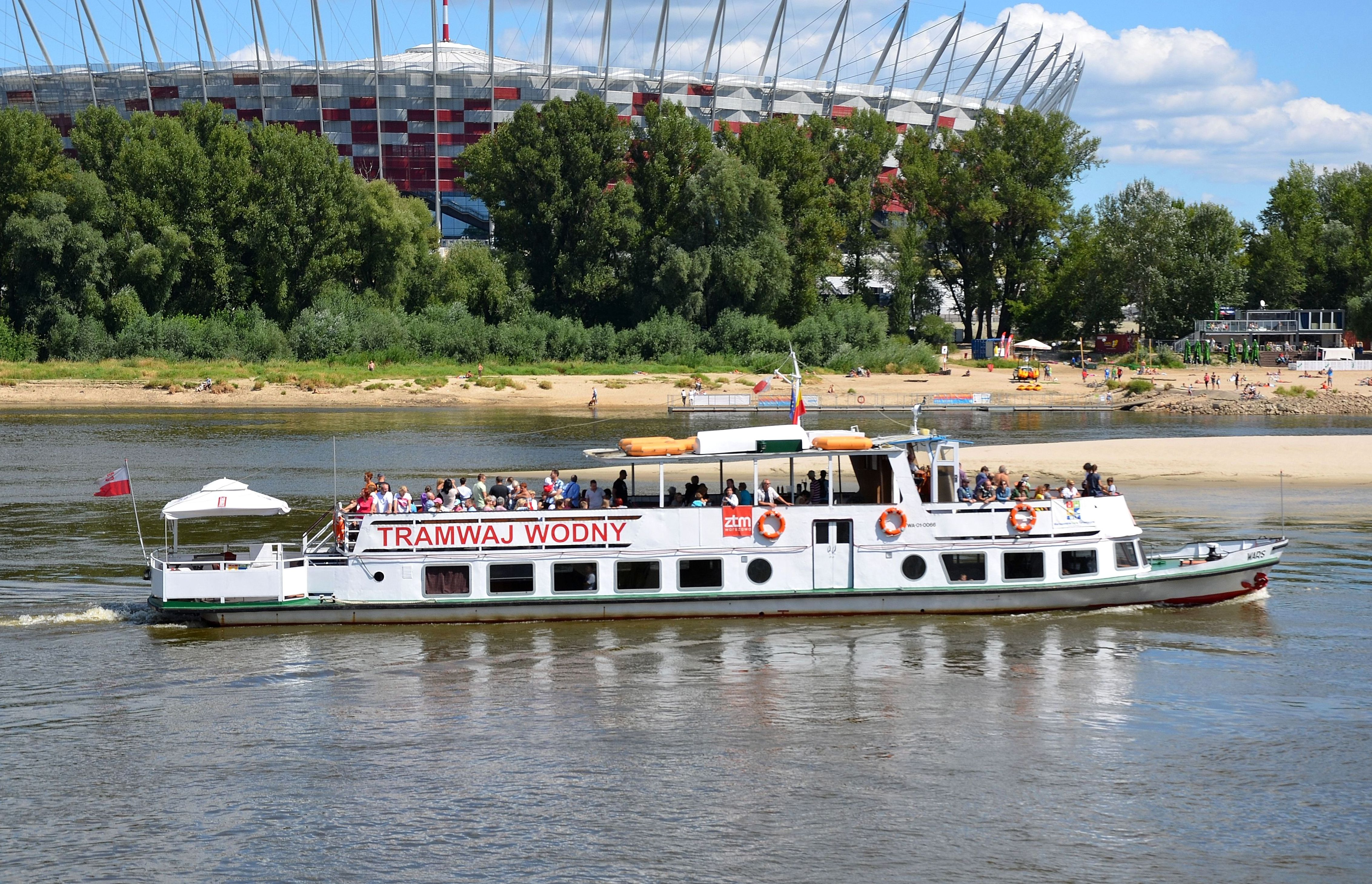
Tramwaj wodny „Wars” przy Stadionie Narodowym

Warszawski Tramwaj Wodny – linia tramwaju wodnego, który kursuje w okresie wakacyjnym po Wiśle w granicach Warszawy.

## Historia
Pierwszy raz tramwaj wodny wypłynął na trasę 23 czerwca 2005 r.
W 2007 r. rejsy odbywały się 7 dni w tygodniu od 16 czerwca do 31 sierpnia, a we wrześniu rejsy tylko w soboty i niedziele. Kursowały dwie jednostki (Generał Kutrzeba i Wars). Kursy odbywały się na przystankach:
- Przystań Cytadela (z powodów technicznych przystanek potem zawieszony do odwołania)
- Przystań „Smażalnia Story” (Stare Miasto)
- Przystań Centrum Nauki Kopernik
- Przystań Cypel Czerniakowski (wyłącznie Generał Kutrzeba)
- Przystań Trasa Łazienkowska (barka „Maristo” – potem zlikwidowane)

W 2010 r. rejsy odbywały się 7 dni w tygodniu od 1 maja do 12 września, a w maju i we wrześniu rejsy były realizowane tylko w soboty i niedziele. Kursowała jedna jednostka (Wars).
Przystanki:
- Przystań Podzamcze
- Przystań Most Poniatowskiego
- Przystań Cypel Czerniakowski
- Przystań Podzamcze

W 2011 r. rejsy odbywały się 7 dni w tygodniu od 24 czerwca do 31 sierpnia, a od 7 maja do 23 czerwca tylko w soboty i niedziele. Kursowały dwie jednostki (Wars i Stalmach).
Przystanki:
- Przystań Most Poniatowskiego
- Przystań Cypel Czerniakowski
- Przystań Podzamcze